# ژان بتیست گره‌سه
ژان بتیست گره‌سه (به فرانسوی: Jean-Baptiste Gresset) شاعر و نمایش‌نامه‌نویس قرن هجدهم میلادی اهل فرانسه است.